# Federico Borgia
Federico Borgia Stagnaro (Montevideo, 30 de septiembre de 1982) es un cineasta, guionista, docente y locutor uruguayo. 

## Biografía
Estudió la licenciatura en comunicación social en la Universidad Católica del Uruguay. Es locutor miembro de ALPU desde 2006.
Participa del Berlinale Talent Campus del Festival Internacional de Cine de Berlín y del Curso de Desarrollo de Proyectos Cinematográficos Iberoamericanos en Madrid. Es docente de Realización y Guion Cinematográfico en la Licenciatura en Lenguajes y Medios Audiovisuales del Instituto Escuela Nacional de Bellas Artes en la Universidad de la República.
La dirige y guiona al pelićula Clever con Guillermo Madeiro, está fue elegida la mejor película del año por nuestra Asociación de Críticos de Cine de Uruguay. Luego el documental El campeón del mundo, donde padre e hijo son los protagonistas.
La película integra la selección oficial de prestigiosos festivales internacionales como: Festival Internacional de Cine de Cracovia
Festival de Cine Latinoamericano de Biarritz, Festival de Cine en Español de Málaga y Festival Internacional de Cine Independiente de Ginebra, Black Movie.

## Filmografía
- 2011, Nunchaku
- 2015, Clever
- 2019, El campeón del mundo

## Premios
Estas son algunos de sus premios y nominaciones: 
- Mejor Dirección: Festival de Cine Latinoamericano de La Plata.
- Mejor Guion: Festival Internacional de Cine de Santander.
- Premio Coral al Mejor Guion Inédito: Festival Internacional del Nuevo Cine Latinoamericano de La Habana.
- 2016, Premios ACCU de la Asociación de Críticos de Cine del Uruguay.